# World Games 2017/Teilnehmer (Belarus)
| Gelbes Symbol für Goldmedaillen mit stilisierten Olympischen Ringen | Graues Symbol für Silbermedaillen mit stilisierten Olympischen Ringen | Braundes Symbol für Bronzemedaillen mit stilisierten Olympischen Ringen |
| ------------------------------------------------------------------- | --------------------------------------------------------------------- | ----------------------------------------------------------------------- |
| 4                                                                   | 2                                                                     | 5                                                                       |

Belarus nahm in Breslau an den World Games 2017 teil. Die belarussische Delegation bestand aus 22 Athleten.

## Medaillengewinner

### Gold
| Name                | Sportart         | Wettkampf         |
| ------------------- | ---------------- | ----------------- |
| Dsmitryj Garylau    | Flossenschwimmen | 50 m Doppelflosse |
| Wital Hurkou        | Muay Thai        | 75 kg             |
| Natallja Berdinkawa | Wasserski        | Trickfahren       |
| Natallja Berdinkawa | Wasserski        | Sprung            |

### Silber
| Name                                                   | Sportart  | Wettkampf |
| ------------------------------------------------------ | --------- | --------- |
| Wolha Melnik Artur Beljakou                            | Akrobatik | Paar      |
| Julija Iwontschyk Weranika Nabokina Karina Sandowitsch | Akrobatik | Gruppe    |

### Bronze
| Name               | Sportart                   | Wettkampf                   |
| ------------------ | -------------------------- | --------------------------- |
| Dsmitryj Haurylau  | Flossenschwimmen           | 100 m Doppelflosse          |
| Mikita Schostak    | Muay Thai                  | 81 kg                       |
| Kazjaryna Halkina  | Rhythmische Sportgymnastik | Ball                        |
| Kazjaryna Halkina  | Rhythmische Sportgymnastik | Schleife                    |
| Aljaksandr Issajeu | Wasserski                  | Sprung                      |
| Pawel Schurmej     | Indoor-Rudern              | 500 m Offene Gewichtsklasse |

## Teilnehmer nach Sportarten

### Akrobatik
| Athleten                                               | Wettbewerb | Qualifikation | Qualifikation | Finale | Finale | Rang   |
| Athleten                                               | Wettbewerb | Punkte        | Rang          | Punkte | Rang   | Rang   |
| ------------------------------------------------------ | ---------- | ------------- | ------------- | ------ | ------ | ------ |
| Frauen                                                 |            |               |               |        |        |        |
| Julija Iwontschyk Weranika Nabokina Karina Sandowitsch | Gruppe     | 57.895        | 1             | 29.040 | 2      | Silber |
| Mixed                                                  |            |               |               |        |        |        |
| Wolha Melnik Artur Beljakou                            | Paar       | 56.730        | 3             | 29.260 | 2      | Silber |

### Flossenschwimmen
| Athleten           | Wettbewerb         | Finale      | Finale | Rang   |
| Athleten           | Wettbewerb         | Zeit        | Rang   | Rang   |
| ------------------ | ------------------ | ----------- | ------ | ------ |
| Männer             |                    |             |        |        |
| Dsmitryj Haurylau  | 50 m Doppelflosse  | 19,18 s     | 3      | Bronze |
| Dsmitryj Haurylau  | 100 m Doppelflosse | 41,65 s     | 1      | Gold   |
| Aljaksandr Bjasmen | 200 m              | 1:22,07 min | 7      | 7      |

### Indoor-Rudern
| Athleten       | Wettbewerb                   | Zeit       | Rang   |
| -------------- | ---------------------------- | ---------- | ------ |
| Männer         |                              |            |        |
| Pawel Schurmej | 500 m Offene Gewichtsklasse  | 1:14,1 min | Bronze |
| Pawel Schurmej | 2000 m Offene Gewichtsklasse | 5:52,8 min | 5      |

### Muay Thai
| Athleten              | Wettbewerb | Viertelfinale         | Viertelfinale        | Halbfinale        | Halbfinale    | Finale/Platz 3              | Finale/Platz 3       | Rang          |
| Athleten              | Wettbewerb | Gegner                | Ergebnis             | Gegner            | Ergebnis      | Gegner                      | Ergebnis             | Rang          |
| --------------------- | ---------- | --------------------- | -------------------- | ----------------- | ------------- | --------------------------- | -------------------- | ------------- |
| Frauen                |            |                       |                      |                   |               |                             |                      |               |
| Ljudmyla Tschyslowa   | 51 kg      | Gabriela Kuzawińska   | 28:29                | ausgeschieden     | ausgeschieden | ausgeschieden               | ausgeschieden        | ausgeschieden |
| Männer                |            |                       |                      |                   |               |                             |                      |               |
| Maksim Schuk          | 63,5 kg    | Oskar Siegert         | 28:29                | ausgeschieden     | ausgeschieden | ausgeschieden               | ausgeschieden        | ausgeschieden |
| Pawel Hryschanowitsch | 67 kg      | Anueng Khatthamarasri | 9:10                 | ausgeschieden     | ausgeschieden | ausgeschieden               | ausgeschieden        | ausgeschieden |
| Pawel Dsjalendsik     | 71 kg      | Mohamed Anime         | Sieg durch Walk-over | Masoud Minaei     | 27:30         | Platz 3: Gabrielle Mazzetti | 28:29                | 4             |
| Wital Hurkou          | 75 kg      | Diogo Calado          | 29:28                | Troy Jones        | 20:18         | Wassyl Sorokin              | 29:28                | Gold          |
| Mikita Schostak       | 81 kg      | Ayoob Saki            | 30:27                | Constantino Nanga | 27:30         | Platz 3: Rafał Korczak      | Sieg durch Walk-over | Bronze        |

### Orientierungslauf
| Athleten              | Wettbewerb    | Zeit         | Rang |
| --------------------- | ------------- | ------------ | ---- |
| Frauen                |               |              |      |
| Nastassja Dsjanissawa | Sprint        | 14:52,80 min | 7    |
| Nastassja Dsjanissawa | Mittelstrecke | 39:30        |      |

### Rhythmische Sportgymnastik
| Athleten          | Wettbewerb | Qualifikation | Qualifikation | Finale        | Finale        | Rang          |
| Athleten          | Wettbewerb | Punkte        | Rang          | Punkte        | Rang          | Rang          |
| ----------------- | ---------- | ------------- | ------------- | ------------- | ------------- | ------------- |
| Frauen            |            |               |               |               |               |               |
| Kazjaryna Halkina | Ball       | 16.850        | 5             | 17.250        | 3             | Bronze        |
| Alina Harnasko    | Ball       | 17.850        | 2             | 17.150        | 4             | 4             |
| Kazjaryna Halkina | Kegel      | 15.350        | 8             | 16.250        | 4             | 4             |
| Alina Harnasko    | Kegel      | 15.050        | 11            | ausgeschieden | ausgeschieden | ausgeschieden |
| Kazjaryna Halkina | Reifen     | 16.850        | 4             | 16.100        | 5             | 5             |
| Alina Harnasko    | Reifen     | 16.650        | 6             | 16.650        | 4             | 4             |
| Kazjaryna Halkina | Schleife   | 15.500        | 4             | 16.475        | 3             | Bronze        |
| Alina Harnasko    | Schleife   | 14.300        | 10            | ausgeschieden | ausgeschieden | ausgeschieden |

### Tanzen

#### Standard Tänze
| Athleten                             | 1. Runde | 1. Runde | 1. Runde      | 1. Runde     | 1. Runde  | Redance | Redance | Redance       | Redance      | Redance   | Halbfinale | Halbfinale | Halbfinale    | Halbfinale   | Halbfinale | Finale        | Rang |
| Athleten                             | Walzer   | Tango    | Wiener Walzer | Slow Foxtrot | Quickstep | Walzer  | Tango   | Wiener Walzer | Slow Foxtrot | Quickstep | Walzer     | Tango      | Wiener Walzer | Slow Foxtrot | Quickstep  | Finale        | Rang |
| ------------------------------------ | -------- | -------- | ------------- | ------------ | --------- | ------- | ------- | ------------- | ------------ | --------- | ---------- | ---------- | ------------- | ------------ | ---------- | ------------- | ---- |
| Paar                                 |          |          |               |              |           |         |         |               |              |           |            |            |               |              |            |               |      |
| Jana Tudwassewa Aljaksandr Samossjuk | 13       | 16       | 17            | 13           | 12        | 2       | 2       | 1             | 4            | 1         | 11         | 11         | 11            | 11           | 11         | ausgeschieden | 11   |

### Wasserski
| Athleten             | Wettbewerb  | Qualifikation | Qualifikation | Finale   | Finale | Rang   |
| Athleten             | Wettbewerb  | Ergebnis      | Rang          | Ergebnis | Rang   | Rang   |
| -------------------- | ----------- | ------------- | ------------- | -------- | ------ | ------ |
| Frauen               |             |               |               |          |        |        |
| Natallja Berdnikawa  | Sprung      | 46,6 m        | 1             | 48,8 m   | 1      | Gold   |
| Natallja Berdnikawa  | Trickfahren | 8060          | 2             | 8720     | 1      | Gold   |
| Männer               |             |               |               |          |        |        |
| Aljaksandr Issajeu   | Sprung      | 60,1 m        | 3             | 62,4 m   | 3      | Bronze |
| Aljaksej Scharnassek | Trickfahren | 8660          | 4             | 7520     | 7      | 7      |